# Подозванье
Подозванье — деревня в  Копорском сельском поселении Ломоносовского района Ленинградской области.

## История
На карте Ингерманландии А. И. Бергенгейма, составленной по шведским материалам 1676 года, обозначена деревня Podosvania.
На шведской «Генеральной карте провинции Ингерманландии» 1704 года — деревня Podusvania.
Как деревня Подозваны она упомянута на карте Ингерманландии А. Ростовцева 1727 года.
Деревня Подозвалье упоминается на карте Санкт-Петербургской губернии Я. Ф. Шмидта 1770 года.
На карте Санкт-Петербургской губернии Ф. Ф. Шуберта 1834 года обозначена деревня Подозванье, состоящая из 39 крестьянских дворов.

ПОДОЗВОНЬЕ — деревня принадлежит статской советнице Юрьевой, число жителей по ревизии: 95 м. п., 109 ж. п. (1838 год)

Согласно карте профессора С. С. Куторги 1852 года деревня называлась Подозванье.

ПОДОЗВАНЬЕ — деревня статской советницы Юрьевой, по просёлочной дороге, число дворов — 88, число душ — 91 м. п. (1856 год)

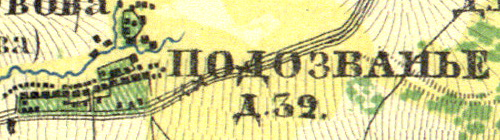
План деревни Подозванье. 1860 год

Согласно «Топографической карте частей Санкт-Петербургской и Выборгской губерний» в 1860 году деревня Подозванье насчитывала 32 крестьянских двора.

ПОДОЗВАНЬЕ — деревня владельческая при колодцах, число дворов — 31, число жителей: 81 м. п., 70 ж. п. (1862 год)

В конце XIX века деревня административно относилась к Копорской волости 2-го стана Петергофского уезда Санкт-Петербургской губернии, в начале XX века — 3-го стана.
С 1917 по 1923 год деревня Подозванье входила в состав Подозванского сельсовета Копорской волости Петергофского уезда.
С 1923 года в составе Троцкого уезда.
Согласно данным переписи населения СССР 1926 года в деревне Подозванье Копорского сельсовета проживали 130 человек — большинство русские, а также эстонцы.
С 1927 года в составе Ораниенбаумского района.
В 1928 году население деревни Подозванье также составляло 130 человек.

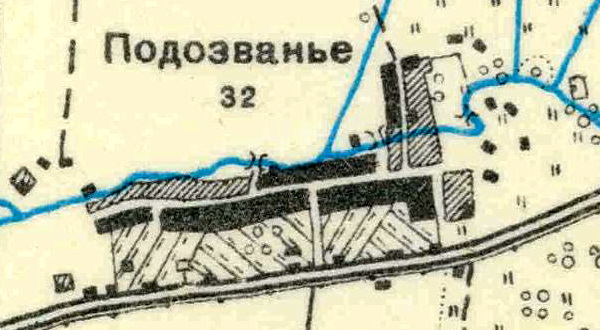
План деревни Подозванье. 1930 год

Согласно топографической карте 1930 года деревня насчитывала 32 двора.
По данным 1933 года деревня Подозванье входила в состав Копорского сельсовета Ораниенбаумского района.
Деревня была освобождена от немецко-фашистских оккупантов 29 января 1944 года.
С 1950 года в составе Ломаховского сельсовета.
С 1954 года вновь в составе Копорского сельсовета.
С 1963 года в составе Гатчинского района.
С 1965 года вновь в составе Ломоносовского района. В 1965 году население деревни Подозванье составляло 181 человек.
По данным 1966 года деревня называлась Подозвонье и также входила в состав Копорского сельсовета.
По данным 1973 и 1990 годов деревня называлась Подозванье и также входила в состав Копорского сельсовета.
В 1997 году в деревне Подозванье Копорской волости проживали 42 человека, в 2002 году — также 42 человека (русские — 62 %), в 2007 году — также 42.

## География
Деревня расположена в юго-западной части района на автодороге 41К-008 (Петродворец — Криково), к востоку от административного центра поселения, села Копорье.
Расстояние до административного центра поселения — 1 км.
Расстояние до ближайшей железнодорожной станции Копорье — 4 км.
Через деревню протекает река Копорка.

## Демография
| 1862 | 2002 | 2007 | 2010 | 2017 |
| ---- | ---- | ---- | ---- | ---- |
| 151  | ↘42  | →42  | ↘35  | ↘32  |